# Norra Khartoum
Norra Khartoum (arabiska: الخرطوم بحري, al-Khartūm Bahrī), även Khartoum North, Khartoum Bahri eller Halfaya, är en stad i delstaten Khartoum i Sudan. Norra Khartoum ligger på Blå Nilens norra bredd och är en del av Khartoums storstadsområde. Staden har omkring en halv miljon invånare (2002).
Före den turkisk-egyptiska ockupationen fanns på platsen två små byar där sufiorden Khatmiyya hade sitt läger. Staden förstördes av Muhammed Ahmeds anhängare under mahdistupproret, men byggdes upp av britterna och blev slutstation för järnvägen från Egypten, som drogs vidare till huvudstaden 1899. 1909 öppnades även linjer till Port Sudan i öster och Sennar i söder, och 1911 till Al-Ubayyid. Två broar över Nilen knyter samman Norra Khartoum med Khartoum i söder och Omdurman i väster, och läget vid järnvägen gjorde att staden växte snabbt. 1956 hade staden 40 000 invånare, vilket 1973 hade ökat till 151 000 och 2002 till omkring en halv miljon.
I Norra Khartoum finns mycket av landets tillverkningsindustri och stora bostadsområden, både medelklassområden och slum.